# 알라닌
알라닌(영어: alanine) (기호: Ala 또는 A)은 단백질의 생합성에 사용되는 α-아미노산이다. 알라닌은 α-아미노기(생물학적 조건에서 양성자화된 −NH3+ 형태), α-카복실기(생물학적 조건에서 탈양성자화된 −COO− 형태) 및 곁사슬인 메틸기를 포함하고 있다. 알라닌의 IUPAC 계통명은 2-아미노프로판산(영어: 2-aminopropanoic acid)이며, 비극성 지방족 α-아미노산으로 분류된다. 알라닌은 대사적으로 합성될 수 있고 식단에 반드시 존재하지 않아도 되기 때문에 사람에게 필수적이지 않다. 알라닌은 GC로 시작하는 모든 코돈(GCU, GCC, GCA, GCG)에 의해 암호화되어 있다.
L-알라닌은 단백질 합성에 사용된다. L-알라닌은 1,150종의 단백질 샘플에서 1차 구조의 7.8%의 빈도로 발견되며, 이는 류신에 이은 두 번째로 높은 빈도이다. D-알라닌은 일부 세균의 세포벽을 구성하는 폴리펩타이드와 일부 펩타이드 항생제에서 발견되며, 많은 갑각류 및 연체동물의 조직에서 삼투물질로 기능한다.

## 역사 및 어원
알라닌은 1850년에 아돌프 스트레커가 아세트알데하이드와 암모니아를 사이안화 수소와 결합시키는 과정에서 처음으로 합성되었다. 합성된 아미노산은 알데하이드와 관련하여 독일어로 "Alanin"으로 명명되었으며, 발음을 쉽게 하기 위해 삽간사 "-an-"을 붙였다. 화학 물질에 사용되는 독일어 어미 "-in"은 영어에서의 "-ine"과 유사하다.

## 구조
알라닌은 α-탄소에 겹합된 곁사슬이 메틸기(–CH3)이기 때문에 지방족 아미노산이다. 알라닌은 글리신 다음으로 단순한 α-아미노산이다. 알라닌의 메틸기 곁사슬은 비반응성으로 단백질의 기능에 직접적으로 관여하는 경우는 거의 없다. 알라닌은 비필수 아미노산으로 인체에서 만들어질 수 있으며, 음식을 통해 얻지 않아도 된다. 알라닌은 다양한 음식에서 발견되지만, 특히 육류에 집중되어 있다.

## 공급원

### 생합성
알라닌은 피루브산과 발린, 류신, 아이소류신과 같은 가지사슬 아미노산으로부터 합성될 수 있다.
알라닌은 두 단계 과정인 피루브산의 환원적 아미노화에 의해 생성된다. 첫 번째 단계에서 α-케토글루타르산, 암모니아, NADH는 글루탐산 탈수소효소에 의해 글루탐산, NAD+, 물로 전환된다. 두 번째 단계에서 새로 형성된 글루탐산의 아미노기가 아미노기전이효소에 의해 피루브산으로 전달되어 α-케토글루타르산을 재생하고 피루브산이 알라닌으로 전환된다. 최종적으로 한 개의 환원 당량을 소모하면서 피루브산과 암모니아가 알라닌으로 전환된다. 아미노기 전이 반응은 매우 가역적이며, 모든 세포에 피루브산이 존재하기 때문에 알라닌은 쉽게 형성될 수 있으며, 따라서 해당과정, 포도당신생합성, 시트르산 회로와 같은 대사 경로와 밀접하게 관련된다.

### 화학 합성
L-알라닌은 아스파르트산 4-탈카복실화효소의 작용에 의해 L-아스파르트산의 탈카복실화에 의해 산업적으로 생산된다. L-알라닌으로의 발효 경로는 알라닌 라세미화효소에 의해 복잡해진다.
라세미 알라닌은 스트레커 반응에 의해 사이안화 나트륨의 존재 하에 염화 암모늄과 아세트알데하이드의 축합에 의해 또는 2-브로모프로판산의 가암모니아 분해에 의해 제조될 수 있다.
|  |

|  |

### 분해
알라닌은 위에서 기술한 동일한 효소에 의해 촉매되는 산화적 탈아미노화, 위에서 설명한 환원적 아미노화 반응의 역반응에 의해 분해된다. 반응의 방향은 주로 관련된 반응의 기질과 생성물의 상대적 농도에 의해 결정된다.

## 알라닌 세계 가설
알라닌은 리보솜 매개 단백질 생합성을 위한 단위체로 사용되는 20가지의 표준 α-아미노산들 중 하나이다. 알라닌은 유전 부호 표준 레퍼토리에 포함된 최초의 아미노산들 중 하나로 여겨진다. 이러한 사실에 근거하여 "알라닌 세계" 가설이 제안되었다. 이 가설은 화학적 관점에서 유전 부호의 레퍼토리에서 아미노산의 진화적 선택을 설명한다. 이 모델에서 리보솜의 단백질 합성을 위한 단위체(즉, 아미노산)의 선택은 α-나선 또는 β-시트와 같은 2차 구조 요소를 구축하는 데 적합한 알라닌 유도체로 다소 제한된다. 우리가 알고 있는 생명체에서의 지배적인 2차 구조는 α-나선과 β-시트이며, 대부분의 표준 아미노산은 알라닌의 화학적 유도체로 간주될 수 있다. 따라서 단백질을 구성하는 대부분의 표준 아미노산들은 점 돌연변이에 의해 알라닌으로 바뀌더라도 2차 구조는 손상되지 않는다. 알라닌이 대부분의 암호화된 아미노산의 2차 구조 선호도를 모방한다는 사실은 알라닌 스캐닝 돌연변이 유발에서 실질적으로 이용된다. 또한 고전적인 X선 결정학은 보통 모델 기반 위상 방법인 분자 치환을 사용하여 단백질의 3차원 구조를 결정하기 위해 폴리알라닌 골격 모델을 사용한다.

## 생리적 기능

### 포도당-알라닌 회로
포유류에서 알라닌은 조직과 간 사이의 포도당-알라닌 회로에서 중요한 역할을 한다. 에너지를 생성하기 위해 아미노산을 분해하는 근육 및 기타 조직에서 아미노기는 아미노기 전이에 의해 글루탐산의 형태로 모아진다. 그런 다음 글루탐산은 알라닌 아미노기전이효소의 작용을 통해 근육의 해당과정의 산물인 피루브산으로 아미노기를 전달하여 알라닌과 α-케토글루타르산을 생성한다. 알라닌은 혈류로 들어가 간으로 운반된다. 알라닌 아미노기전이효소에 의한 반응은 간에서 반대로 일어나며, 재생된 피루브산은 포도당신생합성을 통해 포도당으로 전환되어 순환계를 통해 근육으로 돌아간다. 간에서 글루탐산은 미토콘드리아로 들어가고 글루탐산 탈수소효소에 의해 α-케토글루타르산과 암모늄 이온으로 분해되고, 암모늄 이온은 요소 회로를 통해 요소의 형태로 변환된 다음 콩팥을 통해 배설된다.
포도당-알라닌 회로는 피루브산과 글루탐산을 알라닌과 α-케토글루타르산으로 전환하여 알라닌이 안전하게 간으로 운반되도록 한다. 알라닌이 간으로 운반되면 알라닌은 포도당신생합성을 통해 포도당으로 전환되며, 포도당은 에너지 생성을 위해 혈류를 통해 근육으로 다시 돌아간다. 이는 포도당신생합성에 대한 에너지 부담을 근육 대신에 간으로 옮기고, 근육에서 사용 가능한 모든 ATP를 근육 수축에 사용할 수 있도록 한다. 이것은 이화 경로이며 근육 조직의 단백질 분해에 의존한다. 이 경로가 포유류가 아닌 동물에서 일어나는지에 대한 여부와 정도는 불분명하다.

### 당뇨병과의 관련
알라닌 아미노기전이효소(ALT)의 수치를 증가시키는 포도당-알라닌 회로의 변화는 제2형 당뇨병의 발병과 관련이 있다.

## 화학적 특성

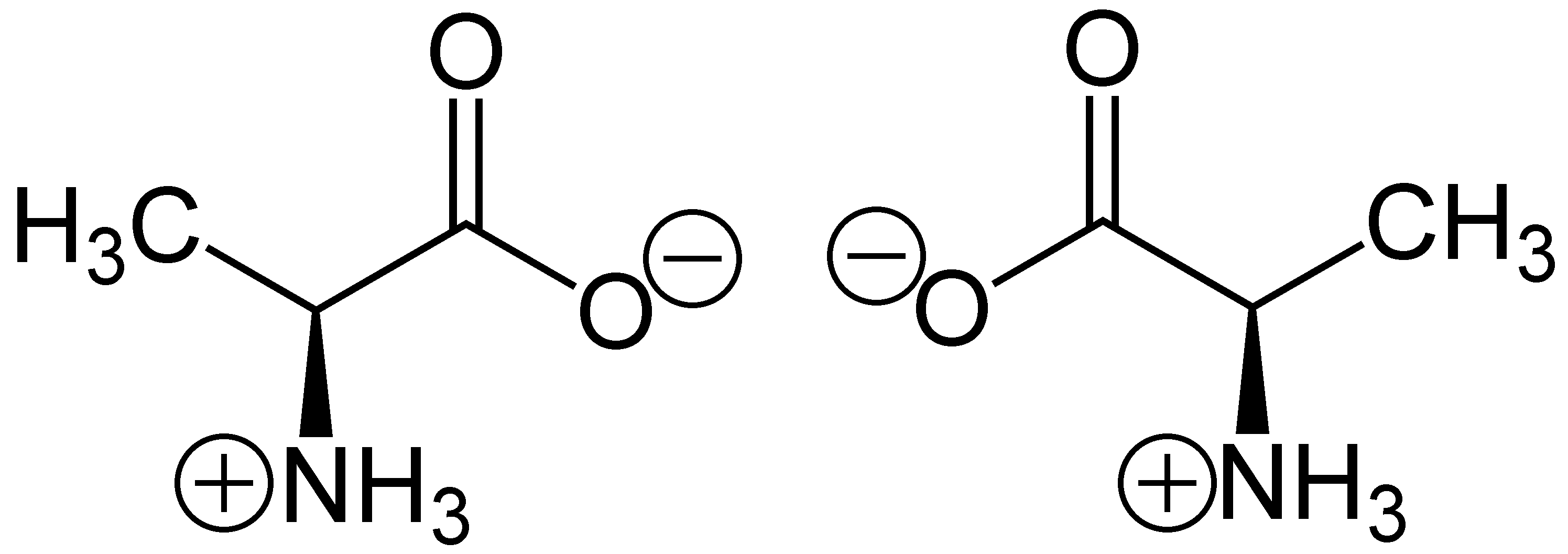
중성 pH에서 양쪽성 이온 형태의 (S)-알라닌(왼쪽) 및 (R)-알라닌(오른쪽)

알라닌은 인산화와 관련된 기능 상실 실험에 유용하다. 일부 기술에는 관심 영역의 다른 위치, 때로는 전체 유전자의 모든 위치에 점 돌연변이가 있는 유전자 라이브러리를 만드는 것이 포함된다. 이를 "스캐닝 돌연변이 유발(scanning mutagenesis)"이라고 한다. 가장 간단한 방법이자 가장 먼저 사용된 방법은 모든 위치가 차례로 알라닌으로 돌연변이되는 이른바 알라닌 스캐닝이다.
알라닌의 수소화로 인해 유용한 카이랄 빌딩 블록인 아미노 알코올의 일종인 알라닌올이 생성된다.

### 자유 라디칼
알라닌의 탈아미노화로 인해 자유 라디칼 CH3C•HCO2−이 생성된다. 탈아미노화 탄소-질소 결합의 균형 분해를 일으키는 방사선에 의해 고체 또는 수용성 알라닌에서 유도될 수 있다.
알라닌의 이러한 특성은 방사선 요법의 선량 측정에 사용된다. 일반 알라닌이 조사되면 방사선은 특정 알라닌 분자를 자유 라디칼로 만들고 이러한 라디칼이 안정적으로 자유 라디칼 함량을 나중에 전자 스핀 공명으로 측정하여 알라닌이 얼마나 많은 방사선에 노출되었는지를 알아낼 수 있다. 이것은 생체 조직이 동일한 방사선 노출에서 겪을 방사선 손상의 양에 대한 생물학적으로 적절한 척도로 간주된다. 방사선 요법 치료 계획은 테스트 모드에서 알라닌 펠릿으로 전달될 수 있으며, 그런 다음 이를 측정하여 의도한 방사선량 패턴이 치료 시스템에 의해 올바르게 전달되는지 확인할 수 있다.

## 같이 보기
- 글리신
- 알라닌 아미노기전이효소 (ALT)